# Слово за похода на Игор
„Слово за похода на Игор, Игор – син Святославов, внук Олегов“ (на староруски: Слово о пълкѹ игоревѣ. игорѧ сына свѧтъславлѧ. внѹка ольгова) е епическа поема от Киевска Рус, вероятно съставена в края на XII век от неизвестен днес автор.
Основа на сюжета е неуспешният поход на Игор Святославич, княз на Новгород Северски, срещу куманите в басейна на Северски Донец, проведен през 1185 година. Текстът е публикуван за пръв път от Алексей Мусин-Пушкин през 1800 година, като дълго време автентичността му е спорна, но днес преобладава мнението, че той действително е съставен непосредствено след описваните събития.
Поемата е важен източник за предхристиянската митология на източните славяни. Тя вдъхновява различни интерпретации в по-късното изкуство, като картината на Виктор Васнецов „След битката на Игор Святославич с половците“ (1880) и операта на Александър Бородин от 1890 година „Княз Игор“.
„Слово за похода на Игор“ е превеждана многократно на български, включително от Ефрем Каранов (1900, като „Слово за пълка Игорев“), Людмил Стоянов (1954, като „Песен за похода на Игор“), Кирил Кадийски (1986), Красимир Георгиев (2015).